# Cariló
Cariló (dalla parola Mapuche che significa "duna verde") è una località balneare argentina che si trova in una foresta artificiale sulla costa atlantica della provincia di Buenos Aires, a circa 360 km a sud della città di Buenos Aires nella divisione amministrativa di Pinamar.

## Storia
L'area di Cariló è stata trasformata da grandi dune desertiche situate vicino al mare in un'enorme foresta con spiaggia.
Nei primi anni '20, Héctor Manuel Guerrero iniziò la forestazione della fattoria chiamata "Dos Montes". Questa fattoria comprendeva un allevamento di bestiame chiamato "Médanos" (spagnolo per "Dune") che ha una superficie di 1.700 ettari. Sono stati affrontati diversi problemi poiché la mancanza di trasporti e accessi è stata combinata con quasi nessuna esperienza per quanto riguarda la forestazione sulla sabbia. La famiglia Guerrero decise di mantenere la forestazione fino alla riva del mare e incluse alcuni alberi da frutto che portarono specie di uccelli locali.
Nel 1935, questa nuova area boschiva fu chiamata "Cariló".
Nel 1938, i vivai forestali furono trasferiti nella fattoria "Dos Montes".
Nel 1947, più di 660.000 alberi erano pronti per essere piantati.
Nel 1948, una casa tenuta chiamata "Divisadero" (conosciuta anche come "Casa Grande") fu costruita su una duna in riva al mare con la foresta alle spalle.
Negli anni '70, quando la foresta della proprietà  è stata completata, tutti i vivai forestali sono stati dismessi.
I figli del fondatore hanno deciso di nominare tutte le strade locali usando piante e uccelli. Piante selvatiche perle strade perpendicolari al mare, uccelli locali per le strade parallele al mare.

Fino a pochi anni fa, l'accesso alla città era strettamente controllato dall'autorità. Oggi Cariló è accessibile al pubblico.

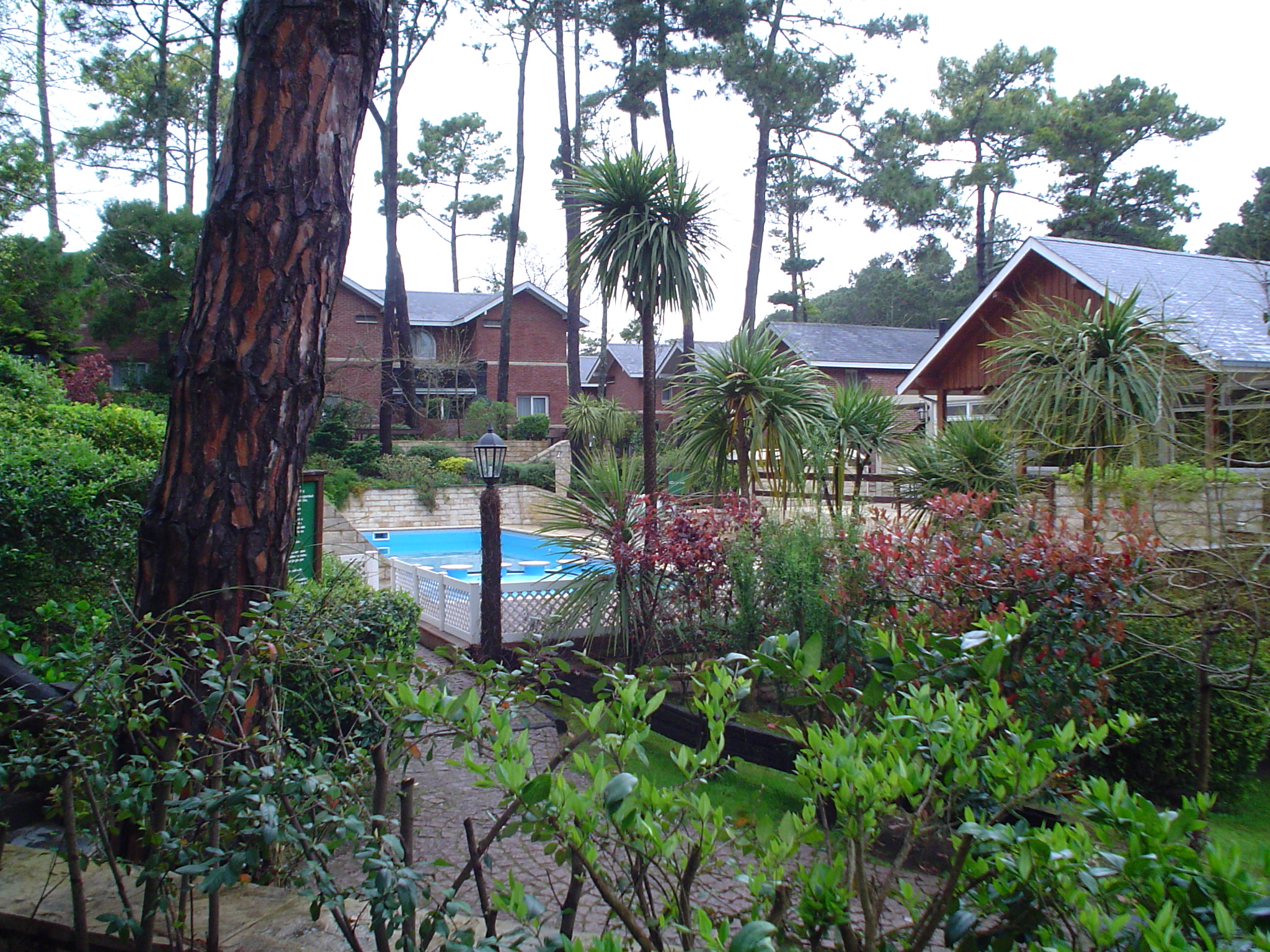
2005, chalet
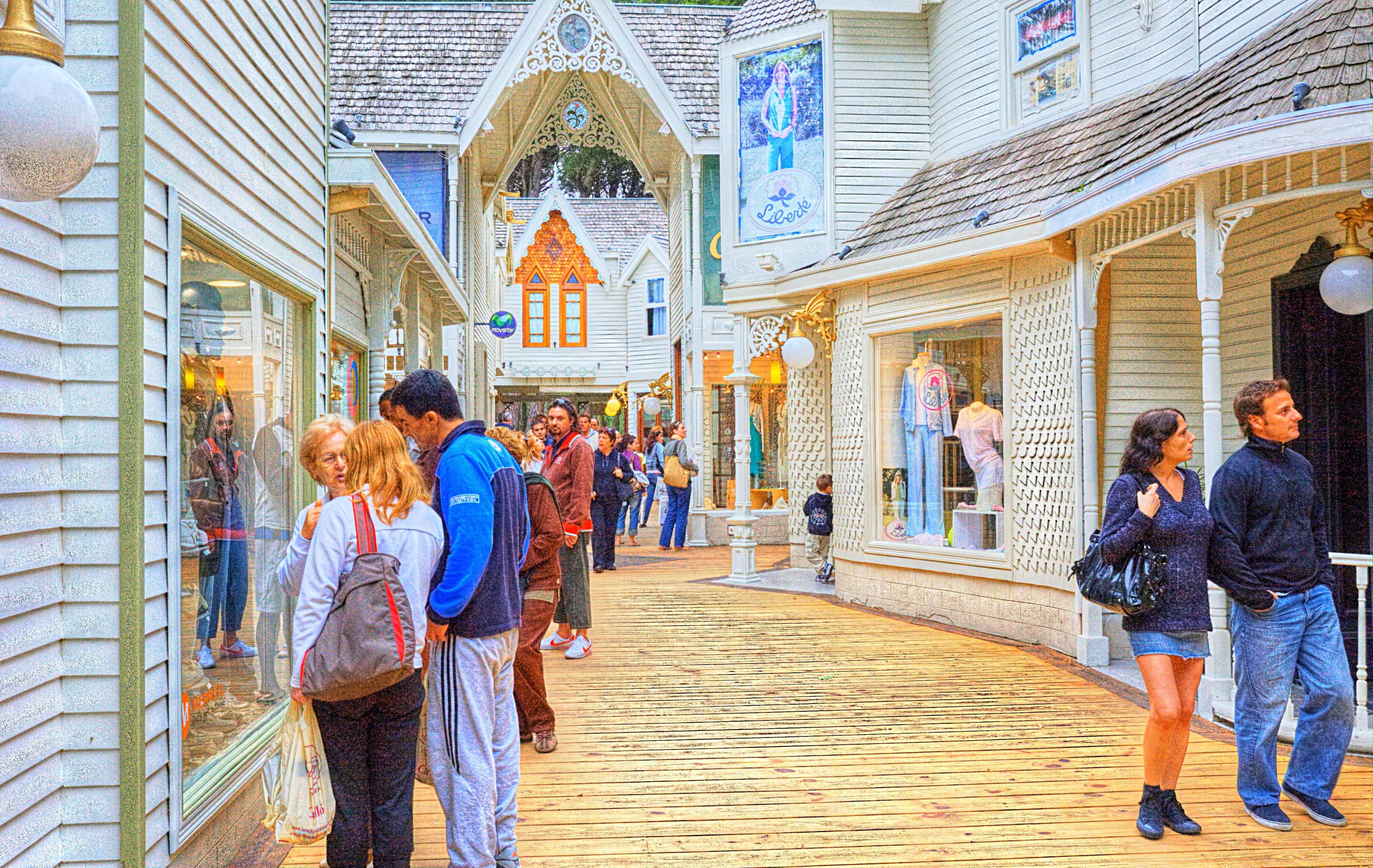
2008, centro commerciale
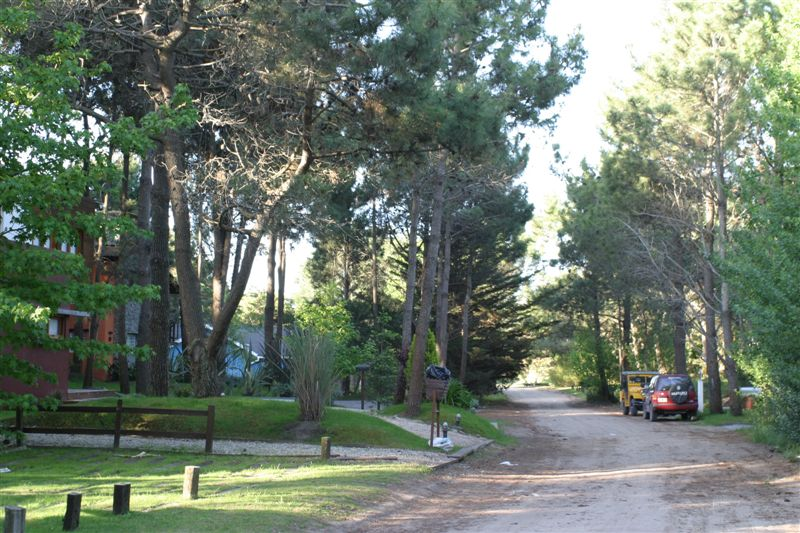
2011, bosco
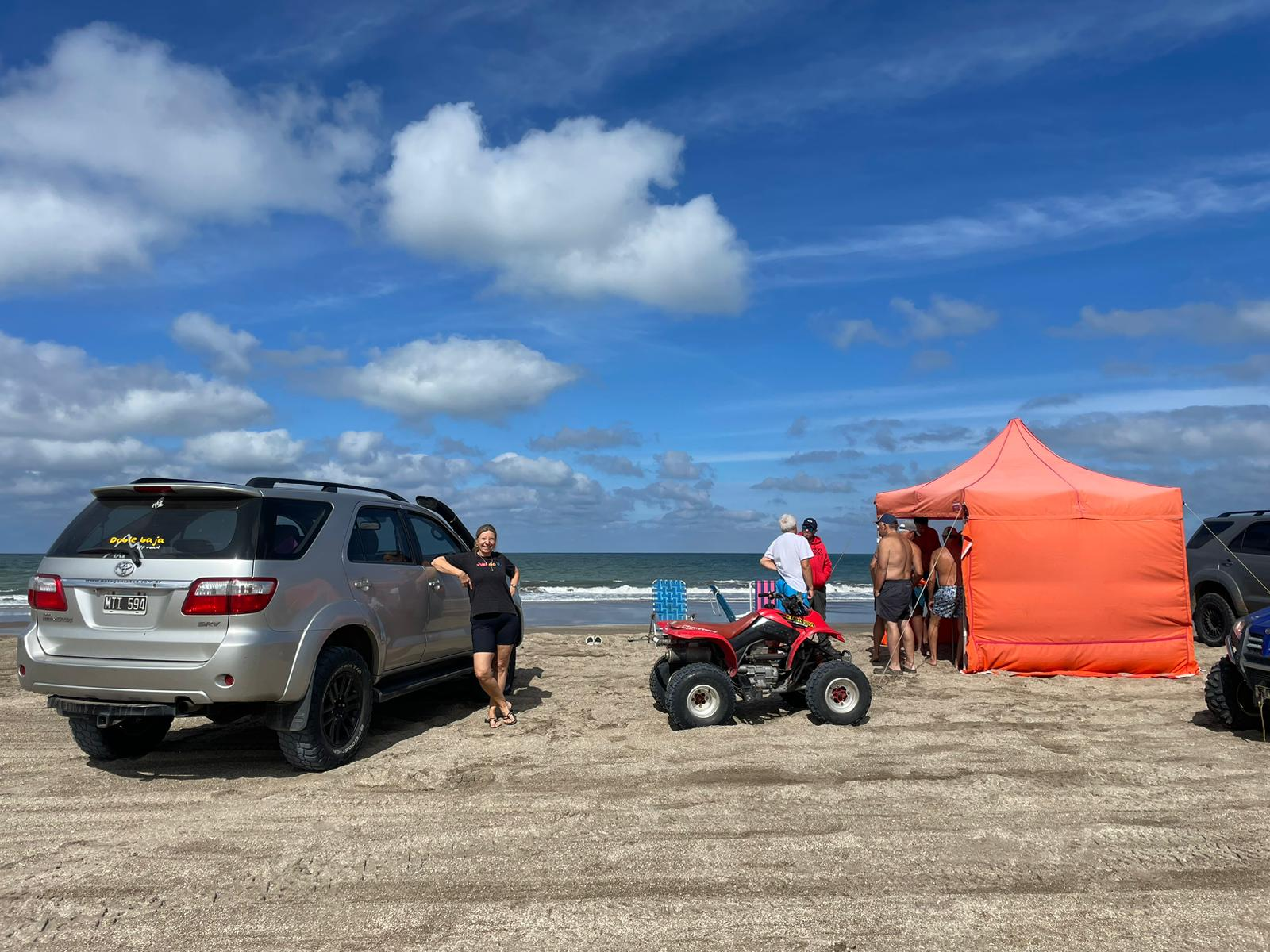
2023 marzo, spiaggia
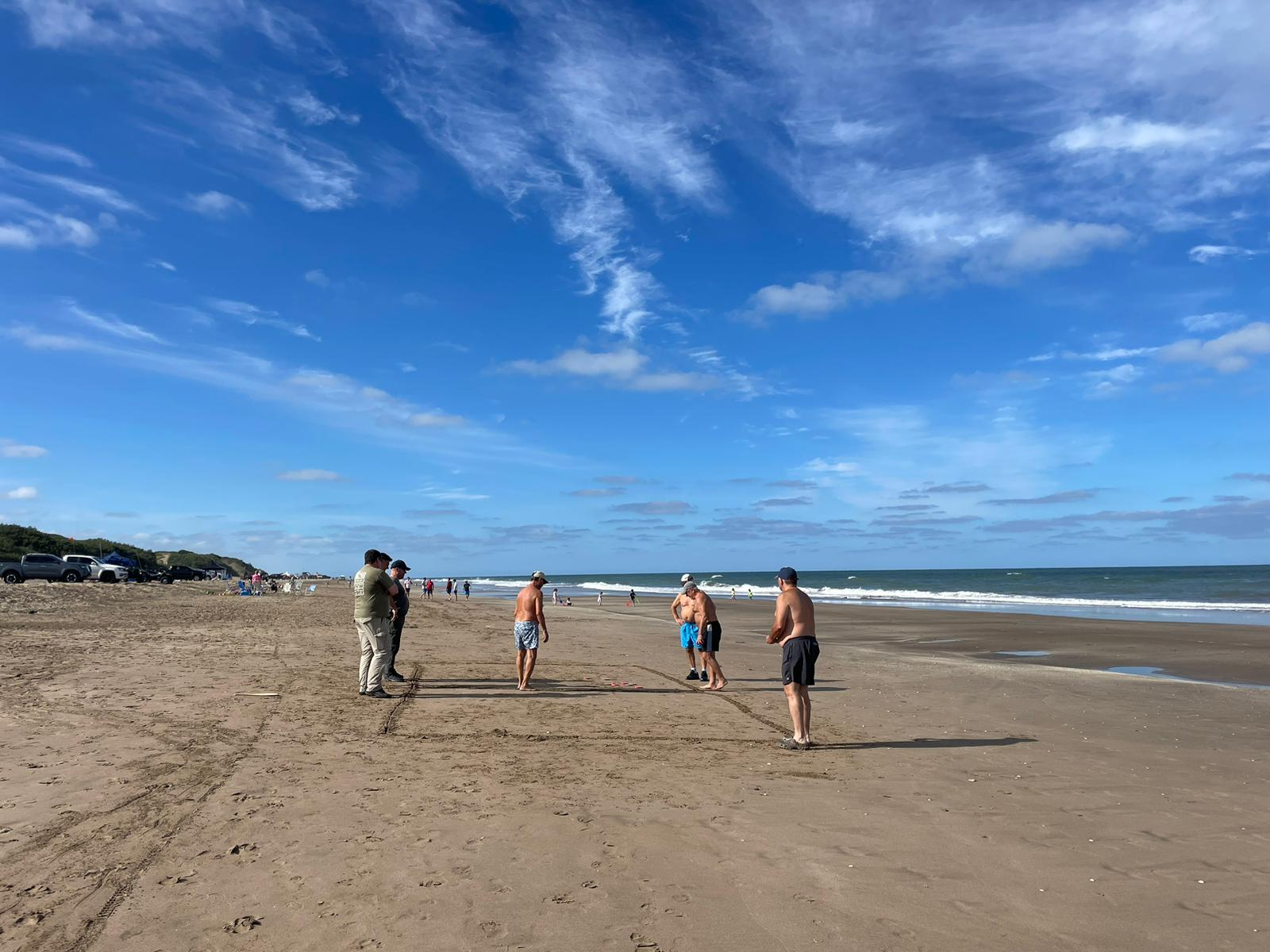
2023 marzo, spiaggia